# El matrimoni Arnolfini
|  | Aquest article tracta sobre el quadre. Si cerqueu la cançó amb el mateix nom, vegeu «Espècies per catalogar#El matrimoni Arnolfini». |

El matrimoni Arnolfini o el Retrat de Giovanni Arnolfini i la seva esposa és un quadre del pintor flamenc Jan van Eyck datat el 1434. Representa el ric mercader Giovanni Arnolfini i la seva esposa Jeanne Cenami, establerts a la ciutat de Bruges (actualment a Bèlgica) entre 1420 i 1472, on van prosperar econòmicament. Avui dia, els historiadors de l'art discuteixen quina és la imatge que presenta el quadre; la tesi dominant durant molt de temps, introduïda per Erwin Panofsky en un assaig de 1934, sosté que la imatge correspon al casament de tots dos personatges, celebrat en secret i atestat pel mateix pintor. Tanmateix, s'han proposat moltes altres interpretacions, i el consens actual és que la teoria de Panofsky és difícilment sostenible.
En qualsevol cas, la pintura, que es troba des del 1842 a la National Gallery de Londres, és considerada com una de les obres més notables de Van Eyck. És un dels primers retrats de tema no hagiogràfic que es conserven i, a la vegada, una escena costumista. La parella apareix dreta, a la seva cambra; l'espòs beneeix la seva dona, que li ofereix la seva mà dreta, mentre recolza l'esquerra en el seu ventre. El posat dels personatges resulta teatral i cerimoniós, pràcticament hieràtic; alguns especialistes veuen en aquestes actituds flegmàtiques una certa comicitat, tot i que els molts que interpreten la representació d'un casament atribueixen el seu aire pompós a aquest fet.

## L'autor

Home del turbant vermell, un possible autoretrat de Jan van Eyck

Jan van Eyck (1380-1441) és, amb el seu germà Hubert, l'iniciador de l'estil dels primitius flamencs. Tots dos van néixer en un lloc proper a Maaseik, a la regió de Limburg. Al començament van treballar plegats, però Hubert va morir el 1426 i només va quedar Jan, que va viure amb un gran benestar econòmic al servei de Felip III de Borgonya.
El seu estil es caracteritza pel hieratisme i la immobilitat, i les seves preocupacions més grans eren la versemblança, la perfecció, el tractament de la llum i la perspectiva. Al costat d'aquesta obra, les més representatives són L'adoració de l'Anyell Místic de la catedral de Sant Bavó de Gant (1432), La Mare de Déu del Canceller Rolin i La Mare de Déu del canonge Van der Paele.

## Relació de l'obra amb la seva època històrica
L'obra va ser pintada a Flandes, durant el segle xv. En aquesta època apareix una societat avançada, amb una economia basada en els productes tèxtils de luxe i en el comerç, afavorit per la seva excel·lent situació estratègica. Per allà passaven les grans rutes comercials terrestres que van d'Itàlia i França cap a l'Atlàntic nord, és a dir, Anglaterra i països nòrdics i les rutes marítimes que anaven del mar del Nord al Cantàbric. A la burgesia flamenca li agradava el luxe i les obres d'art, d'acord amb el desenvolupament dels seus interessos intel·lectuals. Aquestes obres d'art són per al propi gaudi, és a dir, per endur-se-les a casa o per instal·lar-les en capelles privades. Per això la pintura és la tècnica ideal, manejable, barata i propensa a reflectir els gustos burgesos.

## Estil
L'obra pertany a l'estil dels primitius flamencs. L'escola flamenca de pintura va ser una de les més importants del món, des del segle xv fins al xviii. Per distingir aquest primer període del segle xv es fa servir la denominació d'Escola dels Primitius Flamencs. Aquesta escola acostumava a pintar quadres de temàtica religiosa, que tractaven com a escenes costumistes, encara que també van desenvolupar el retrat i el paisatge. Utilitzaven la tècnica a l'oli i el seu estil es caracteritzava per la minuciositat, el detall en la reproducció d'objectes, el naturalisme i l'amor al paisatge. Entre els artistes més importants d'aquesta escola hi ha Jan van Eyck, autor d'aquesta obra, Roger van der Weyden i El Bosco. A Catalunya un deixeble seu, Lluís Dalmau, va realitzar la Mare de Déu dels Consellers amb un estil molt semblant al del mestre.
Aquesta obra va ser feta amb la tècnica de pintura a l'oli. Vasari havia atribuït el descobriment d'aquesta tècnica a Jan van Eyck, tot i que posteriorment ha quedat demostrat que no va ser així, ja que l'ús de l'oli com a vehicle dels pigments ja es detecta en obres pictòriques del segle xiii. El que sí que és destacable és el fet que Van Eyck transformés aquesta tècnica en un procediment de gran perfecció, emprant l'oli de llinosa amb altres dissolvents i vernissos que, aplicat en veladures, aconseguia l'assecament de les capes i facilitava les correccions.

## Anàlisi de l'obra
|  |  |

El retrat del Matrimoni Arnolfini és, sens dubte, una obra mestra de l'art dels primitius flamencs. Segons la mateixa signatura de l'autor, va ser pintada el 1434. Va formar part de la col·lecció reial espanyola, però va ser robada per l'exèrcit francès durant la Guerra del Francès. El 1842 la va adquirir la National Gallery de Londres per 730 lliures.
Van Eyck representa les noces d'Arnolfini, un pròsper banquer d'origen italià establert a Bruges cap a 1421. Però el més significatiu és que dona fe de la revolució que estava vivint l'art flamenc, paral·lela a les innovacions italianes. Jan van Eyck va partir del realisme i, incorporant una gran quantitat de símbols, va trencar amb l'anomenada pintura gòtica internacional, esdevenint un dels trets més característics de la seva obra. El pintor, malgrat situar els personatges cobrint la major part de l'espai del quadre, va aconseguir una gran profunditat en el segon pla, amb la simple col·locació d'un mirall convex. Les mans unides al centre de l'obra determinen el punt de vista que ordena la divisió dels buits.
El quadre, ple de simbolisme, té valor des de diverses vessants: 
- Com a retrat de dos importants membres de la societat, executat pel més eminent artista local.
- Com a testimoni de les seves noces.
- Com a sumari de les obligacions que comportava el matrimoni a mitjan segle xv.
- Com a il·lusió, com a engany, com a promesa, com a exorcisme; en resum, misteriós.

Van Eyck, a més a més, demostra com a pintor i mestre la seva suprema destresa en les últimes tècniques, de forma especial amb la pintura a l'oli, amb la que va assolir renom a tot Europa.

## Composició
La composició està feta a base de línies horitzontals, amb tots els objectes col·locats en un minuciós ordre que es complementa amb la disposició dels personatges, que prolonguen la seva simetria amb el punt central de les seves mans unides, el mirall sobre seu i, sobre aquest, el llum de metall que penja del sostre (un exemplar molt semblant a aquest salamó es conserva al Museu Diocesà i Comarcal de Solsona), embolcallat tot amb la llum difusa que entra per la finestra. En aquella època era molt original presentar retrats dempeus i situar-los en un interior domèstic i no religiós.
- La minuciositat; és una pintura concebuda per a l'exhibició domèstica, el que permet de veure-la de prop. Els detalls prenen forma amb una escrupolositat microscòpica, solament possible gràcies a l'ús de l'oli i de plomins especials. Per exemple, al mirall del fons, en el marc del qual estan representades deu escenes de la Passió de Crist, es reflecteix tota l'habitació vista des del darrere, incloent tot el mobiliari, el matrimoni, dues persones més i el finestral amb una vista de Bruges. Els flamencs s'enorgulleixen del benestar material que han aconseguit, de les seves petites possessions, i les representen a les seves obres: el llum que penja del sostre, els mobles finament llaurats, la roba, etc. En aquesta obra apareixen, a més a més, altres objectes aparentment injustificats, qüestió que va ser estudiada per Panofsky a la seva tesi. Aquesta solemnitat queda reflectida formalment per la simetria de la composició.[10]
- El naturalisme; Van Eyck es preocupava molt per representar la realitat amb la més gran exactitud possible, encara que a l'ull modern la imatge sembli escassament realista per l'actitud hieràtica dels retratats i també del gos. El moviment és nul a la imatge; les formes tenen una solidesa escultòrica i l'escena, en general, és rígida, teatral i poc espontània. S'aprecia la preocupació per la llum i la perspectiva pròpies de Van Eyck, que en això es va avançar al seu temps, amb una llum suau que penetra per la finestra i que embolica les formes delicadament, i amb la claror que es dissol, a poc a poc, en una atmosfera tangible. El marc arquitectònic i el recurs del mirall del fons donen una sensació de profunditat molt versemblant. Aquest quadre de Van Eyck formava part de la col·lecció del palau de Felip IV quan Velázquez estava pintant Las Meninas, per la qual cosa es creu que s'hi va inspirar, ja que, sens dubte, coneixia molt bé aquesta pintura.[11] Encara que al quadre de Van Eyck no hi ha exactament el sistema de joc especular que després utilitzaria Velázquez a Las Meninas, sí que hi ha un interessant precedent, que és la recerca de la superació de la bidimensionalitat del quadre imposada a la representació dels espais. Van Eyck reforça una «integració» de l'espectador dintre de l'espai virtual representat a la seva obra.

## El simbolisme i iconografia
Però, gràcies precisament a aquests petits objectes propis d'una societat que viu en l'opulència, l'expert en Història de l'Art, Erwin Panofsky, va aconseguir revelar el significat d'aquest quadre: que va interpretar com una al·legoria del matrimoni i de la maternitat. En aquesta obra:
| «                       | Jan van Eyck no només va aconseguir una concòrdia de forma, espai, llum i color que mai no s'arribaria a superar, sinó que també va demostrar com el principi del simbolisme dissimulat podia suprimir els límits entre retrat i narració, entre art profà i art sacre. | » |
| — Erwin Panofsky (1934) | |   |

Per fer-ho, ens desvela el sentit de multitud de detalls que, aparentment, no tenen importància, però que donen una nova dimensió al quadre. Alguns d'aquests detalls són:

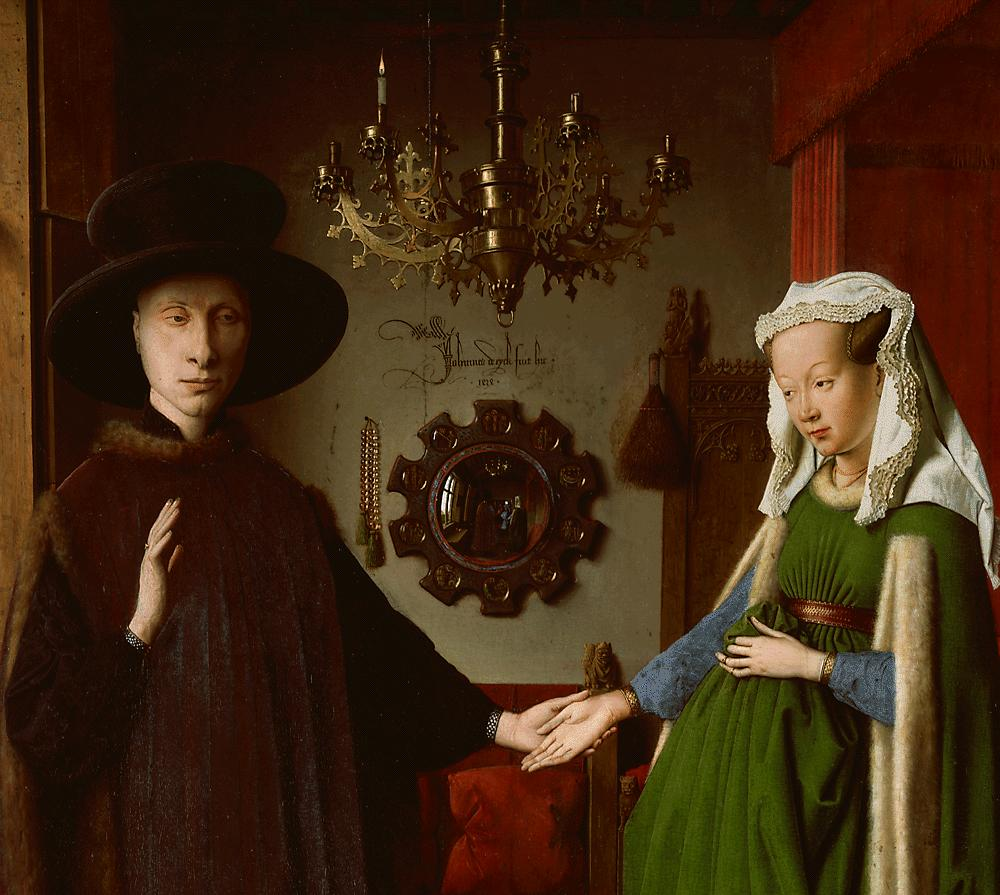
Detall dels esposos Arnolfini

- En primer lloc, la representació dels esposos, que és antagònica i revela els diferents papers que compleix cadascú al matrimoni. No oblidem que parlem d'una societat de fa més de 500 anys, a cavall entre l'edat mitjana i l'edat moderna: ell és sever, beneeix o, potser, jura (fides levata) —en qualsevol cas, ostenta el poder moral de la casa (potestas)— i sosté amb autoritat la mà de la seva esposa (fides manualis), que ajup el cap en actitud submisa i posa la seva mà esquerra en el seu voluminós ventre, senyal inequívoc del seu embaràs (que no és real), que seria la seva culminació com a dona.[12] La mateixa roba que porten reforça aquest missatge, encara que l'ambientació suggereix un temps estiuenc o, com a mínim primaveral. Porta pesants túniques que revelen la seva alta posició socioeconòmica, el tabard d'ell és fosc i sobri, encara que els acabats finals de pell de marta resultaven particularment cares, i ella llueix un ampul·lós vestit, de colors vius i alegres, amb punys d'ermini, complementats amb un collaret, diversos anells i un cinturó brocat, tot d'or.[12] El color verd era un dels preferits per a les noces, ja que feia falta un tint car i, per tant, era un signe de luxe.
- Hi ha, en segon lloc, multitud de detalls i objectes que apareixen sense justificació aparent, com si manquessin d'importància. Tot el que conté el quadre proclama la riquesa de la jove parella, des de la roba i els mobles fins a la fruita a l'ampit de la finestra. El cert és que aquesta parella sembla haver recopilat objectes de molts països d'Europa i del Mediterrani: Rússia, Turquia, Itàlia, Anglaterra, França… Sens dubte, Arnolfini, ric mercader, va fer amistat o negocis amb empresaris de tot Europa. Com se sap, Bruges —on es va instal·lar Giovanni— era una ciutat amb burgesos de tot arreu i aquest mercader que protagonitza el quadre es vantaria de les seves relacions amb tots ells. Va arribar a ser conseller del duc de Borgonya i fins i tot li va deixar diners.[9] Al capdavall, el cert és que tots els objectes tenen un significat nítid que dona una nova dimensió a l'obra:
- Les taronges, importades del sud, eren un luxe al nord d'Europa pel que simbolitza la riquesa de la família i la prosperitat econòmica que els espera, o potser al·ludeixen a l'origen mediterrani dels retratats. Conegudes com a pomes d'Adam, representaven a més a més la fruita prohibida de l'edèn, en al·lusió al pecat mortal de la luxúria, motiu de la pèrdua de la gràcia. Els instints pecaminosos de la humanitat se santifiquen mitjançant el ritual del matrimoni cristià.
- El llit té relació, sobretot a la reialesa i la noblesa, amb la continuïtat del llinatge i del cognom. Representa el lloc on es neix i es mor. Els teixits vermells simbolitzen la passió a més de proporcionar un poderós contrast cromàtic amb el verd de la indumentària femenina. En qualsevol cas, era costum de l'època a les cases acomodades de Borgonya, col·locar un llit al saló on es rebien les visites. Encara que en general s'usava per seure, ocasionalment era també el lloc on les mares acabades de parir rebien amb el seu bebè les felicitacions de familiars i amics.[2]

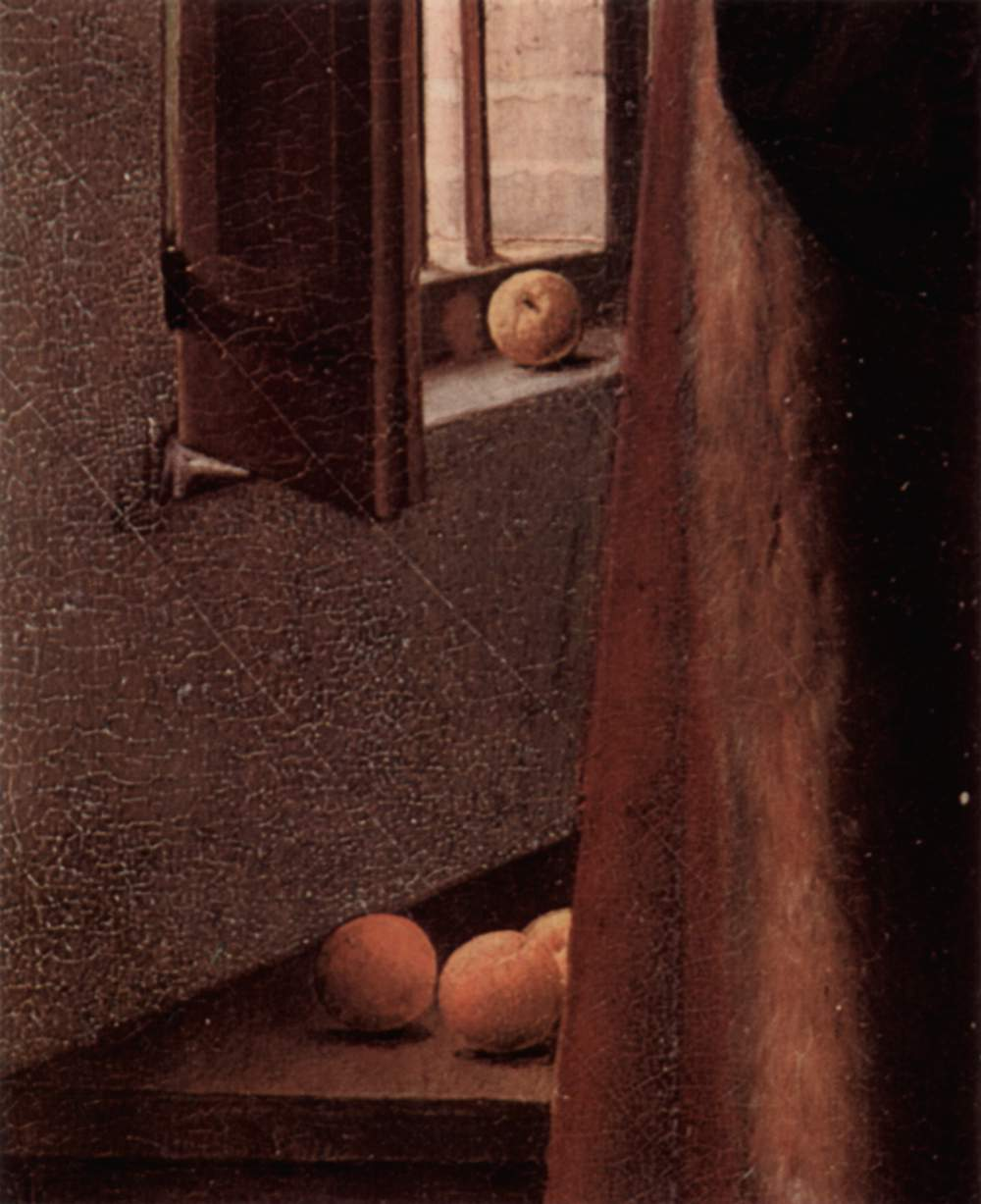
Les taronges
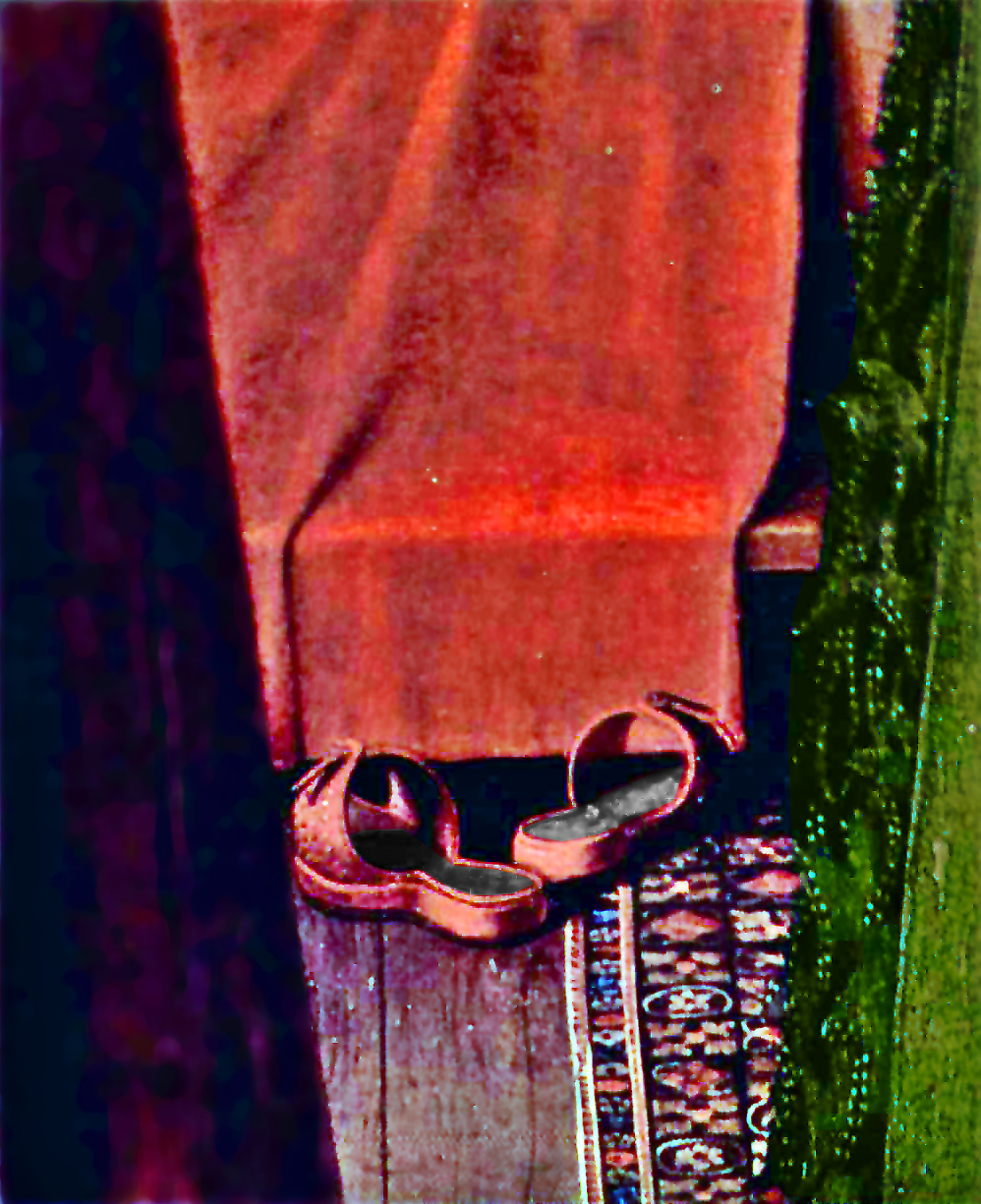
El llit
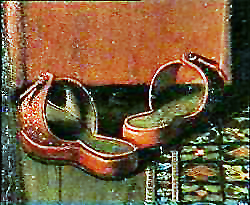
La catifa
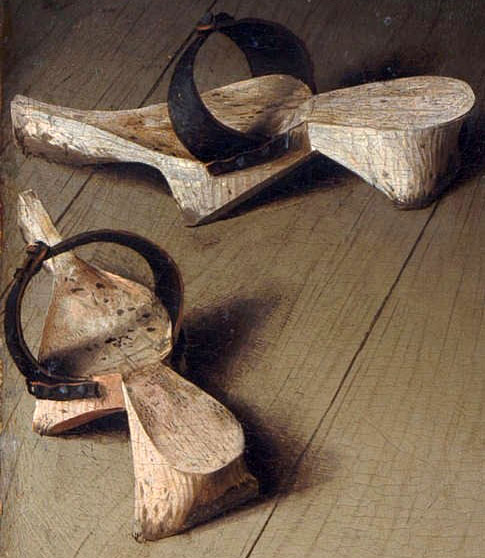
Els esclops

- La catifa que n'hi ha al costat del llit és molt luxosa i cara, procedent d'Anatòlia, una altra mostra de la seva fortuna i posició.
- Els esclops escampats per terra, mentre la parella van descalços, representen el vincle amb el costum sagrat de la llar i també són senyal que s'estava celebrant una cerimònia religiosa. La posició prominent de les sabates és també rellevant: els de Giovanna, vermells, són prop del llit simbolitzant que era l'encarregada de la llar; els del seu marit, més pròxims al món exterior, simbolitzen que és ell l'encarregat de treballar per portar la prosperitat econòmica a la casa. En aquell temps es creia que trepitjar el terra descalç assegurava la fertilitat.
- Els rosaris eren un present habitual del nuvi a la seva futura muller. El cristall és signe de puresa, i el rosari suggereix la virtut de la núvia i la seva obligació d'ésser devota. També el cristall del mirall al·ludeix la puresa del sagrament del matrimoni (speculum sine macula).

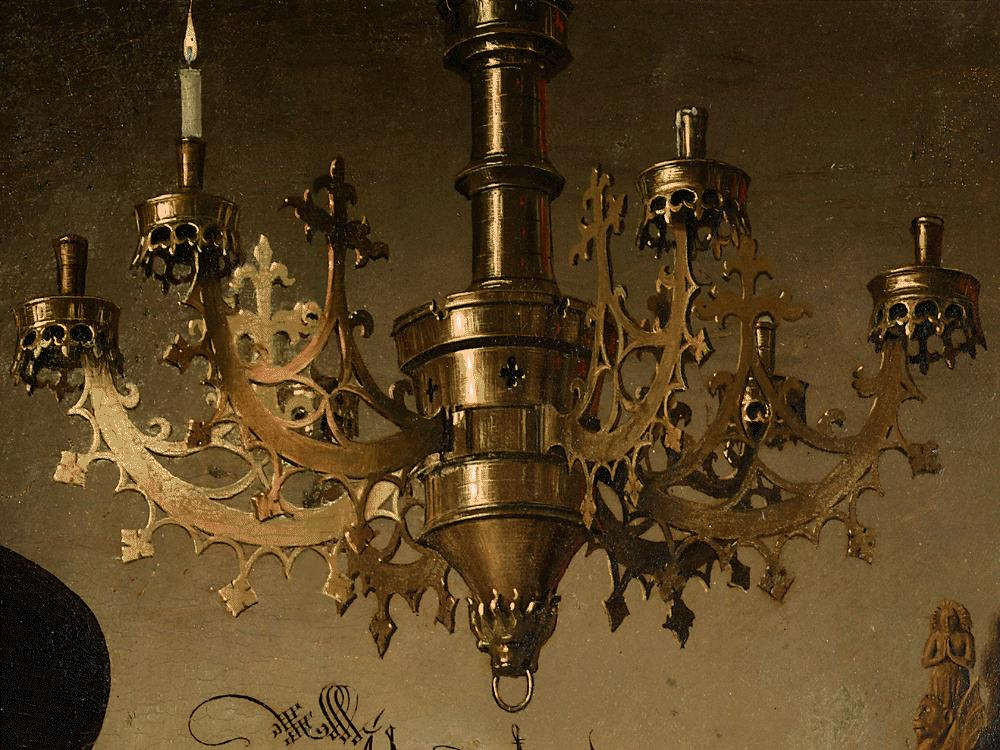
La llum
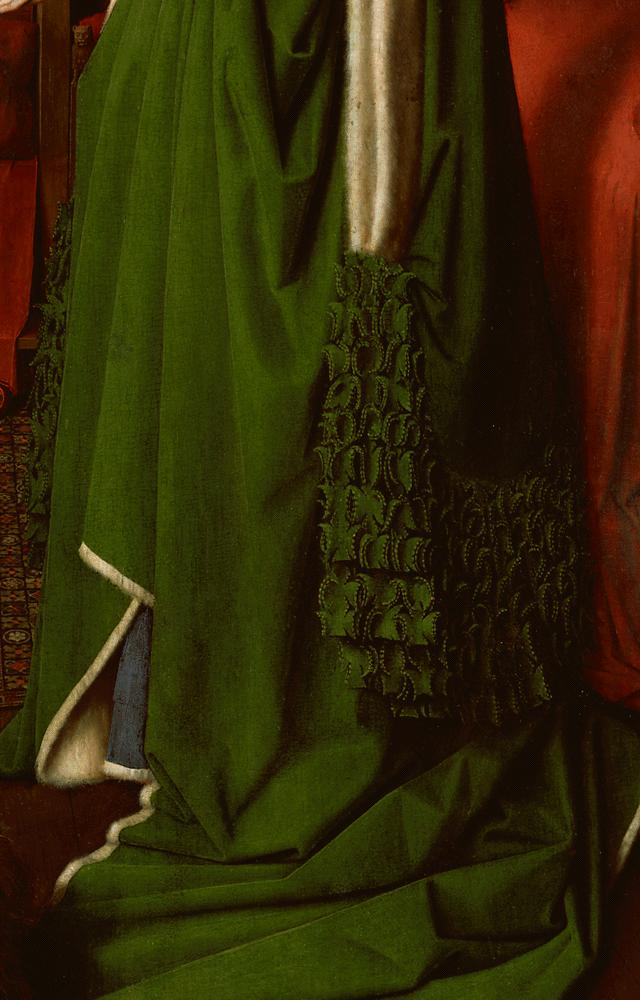
El vestit
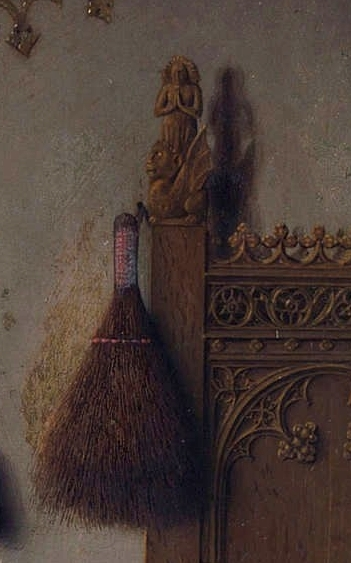
Santa Margarida
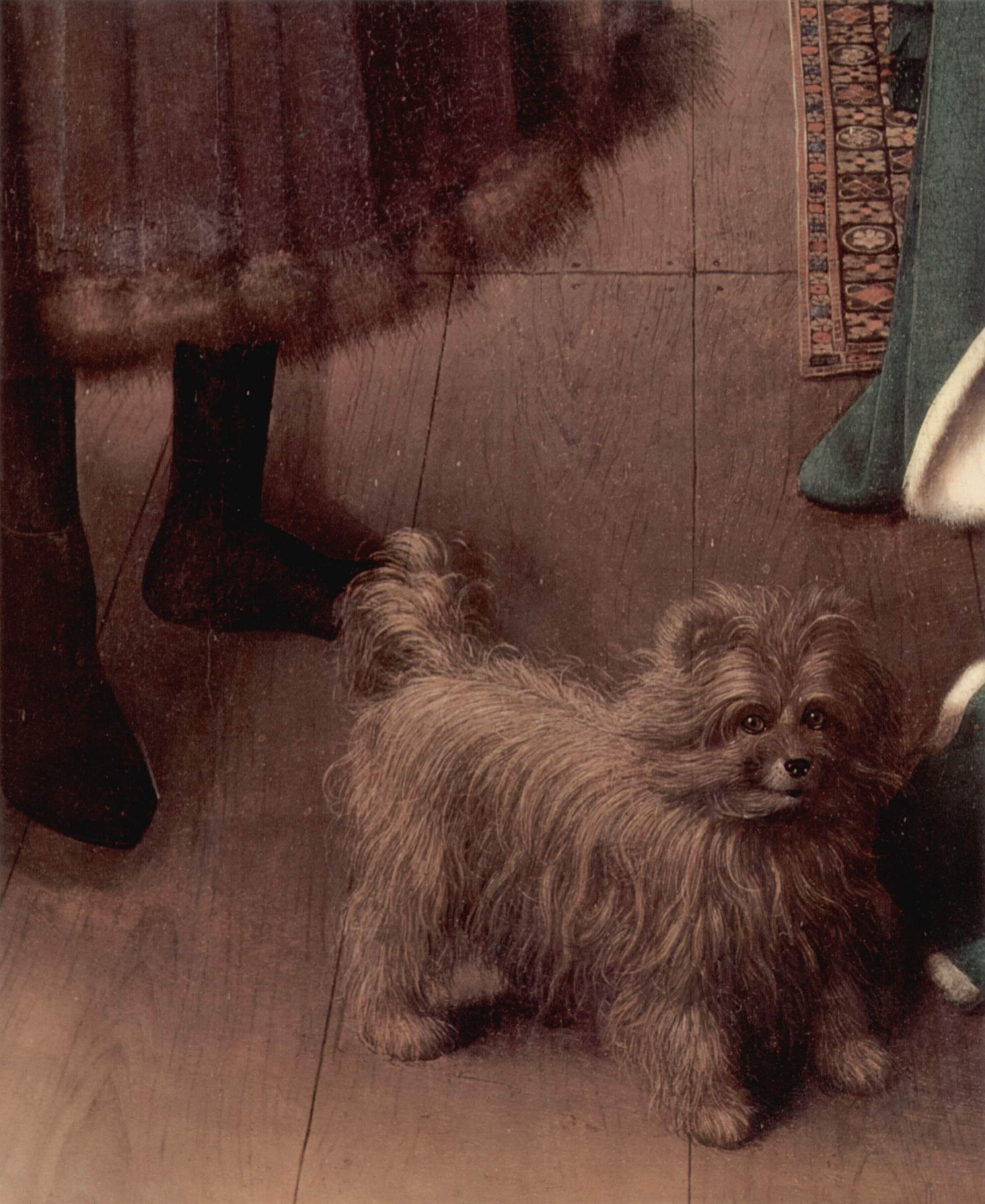
El gos

- El llum que penja del sostre (un salamó) només té una espelma, que simbolitza la flama de l'amor. Era un costum flamenc encendre una espelma el primer dia del casament. Però també recorda la candela que llueix sempre al sagrari de l'església, la permanent presència de Crist.
- El vestit verd que porta Giovanna (el verd és el color de la fertilitat) és propi d'un retrat i un quadre de noces. No està embarassada, la seva actitud es limita a delatar el ventre, que aleshores es tenia per una de les parts més belles del cos. També es pot pensar que el seu posat i l'exagerada curvatura del ventre suggereixin la seva fertilitat i desitjat prenyat que mai va ésser.
- Al capçal del llit es veu la talla d'una dona amb un drac als peus. És probable que sigui santa Margarida, patrona dels parts, l'atribut de la qual és el drac; però per l'escombreta que hi ha al costat podria ser santa Marta, patrona de la llar, que comparteix idèntic atribut.[2]
- El gos posa una nota de gràcia en un quadre que és, fora d'això, d'una aclaparadora solemnitat. El detallisme del pèl és tota una proesa tècnica. Als retrats, els gossos acostumen a simbolitzar, com aquí, la fidelitat i l'amor terrenal.[13]
- El mirall és un dels millors exemples de la minuciositat microscòpica aconseguida per Van Eyck (mesura 5,5 centímetres i cada una de les escenes de la passió que l'envolten mesura 1,5 centímetres).[9]

| «                       | Les deu escenes de la Passió al voltant del mirall simbolitzen el perdó d'aquest primer pecat de la humanitat mitjançant la Crucifixió de Crist. | » |
| — Erwin Panofsky (1934) | |   |

 La seva presència suggereix que la interpretació del quadre ha d'ésser cristiana i espiritual així com legal i recorda el sacrifici que han de suportar els esposos. Aquests petits miralls convexos eren molt populars en aquella època; s'anomenaven bruixes i s'usaven per espantar la mala sort. Sovint es trobaven al costat de finestres i portes, per cercar efectes lluminosos a les estances. Que se sàpiga, aquesta és la primera vegada que s'usen com a recurs pictòric. La idea va tenir molt d'èxit i va ser imitada, com hem vist. L'expert Craig Harbison veu al mirall el centre de gravetat de tot el quadre. És el que més ens crida l'atenció, una espècie de «cercle màgic» calculat amb increïble precisió per atreure la nostra mirada i revelar-nos el secret mateix de la història del quadre.
|  |  |

L'únic que faltaria és el sacerdot i el testimoni, necessaris a totes les noces, però tots dos personatges apareixen reflectits al mirall, al costat de la parella: un clergue i el mateix pintor, que actua com a testimoni, i que, amb la seva signatura, no només reclama l'autoria del quadre, sinó que testifica la celebració del sagrament: «Johannes d'Eyck fuic hic 1434» ('Jan van Eyck va ser aquí el 1434'). El quadre seria, per tant, un document matrimonial. Malgrat tot, és també un quadre evidentment intemporal perquè es refereix simultàniament a fets que tenen lloc dintre del matrimoni, però en fases diverses al llarg del temps.

## La controvèrsia
Erwin Panofsky va subratllar el fet que una cerimònia religiosa tan important com el matrimoni no se celebrés en una església, sinó en una cambra privada, el que podria assenyalar que es tractava d'una unió privada i reservada. En efecte, en aquella època es considerava que una unió era legal, encara que se celebrés sense sacerdot, sempre que hi hagués un document que ho atestés i testimonis que donessin fe d'això. El quadre compleix precisament aquestes qualitats. Així, doncs, podria ser el testimoni d'unes noces secretes.
El quadre i el matrimoni estan embolcallats en un halo de misteri. De moment, manquen documents sobre l'encàrrec entre els Arnolfini i Van Eyck; els primers documents sobre la pintura són ja del segle xvi. De tota manera, se sap que Giovanni Arnolfini va venir d'Itàlia a comerciar a Bruges; va forjar una immensa fortuna i va entrar al cercle més selecte del gran duc de Borgonya, per a qui treballava Jan van Eyck.
Però els motius reals del quadre continuen estant ocults. Les noves investigacions de la National Gallery de Londres, radiografies i infrarojos, demostren que la majoria dels objectes, al que Panofsky tracta de donar un sentit, es van pintar després de crear la part fonamental del quadre; i que tots ells són petits tresors, caríssims capricis que en aquella època molt pocs podien pagar; al mateix temps la riquesa crida la fertilitat, la procreació. El més evident és que Arnolfini fa una demostració del poder comercial que havia assolit.
S'ha arribat a dubtar si l'escena que es va pintar era real o va ser una recreació de Van Eyck. En aquella època no era habitual pintar fora de l'estudi, de manera que és possible que fos una il·lusió creada pel pintor, en connivència amb Arnolfini. Podria referir-se a una promesa de matrimoni i de la vida que l'espera, l'esposa; podria reflectir la cerimònia mateixa del matrimoni. Opinions més recents parlen d'un possible exorcisme, o d'una cerimònia per recuperar la fertilitat, ja que Arnolfini i la seva esposa no tenien fills. Aquest tipus de cerimònies per recuperar la fertilitat eren habituals a l'època. De fet, després de les mans de la parella hi ha una horrible gàrgola somrient que podria simbolitzar el mal que plana sobre el matrimoni, que causa el seu càstig: Giovanni Arnolfini era un adúlter.
Però hi ha més motius per a la controvèrsia: el 1990, un investigador francès de la Sorbona, Jacques Paviot, va descobrir a l'arxiu dels ducs de Borgonya un document de matrimoni de Giovanni Arnolfini datat el 1447: tretze anys després que fos pintat el quadre i sis anys després que morís Jan van Eyck. És cert que al segle xv hi va haver quatre Arnolfinis a Bruges i dos d'ells es deien Giovanni, però al document es parla inequívocament del més ric, el que tenia tractes amb l'arxiduc, o sigui el del quadre de Van Eyck.

## Cronologia de l'obra
- El 1434 Jan van Eyck acaba la taula, possiblement responent a l'encàrrec dels propis retratats.
- Abans de 1516 els documents la situen en poder del senyor Diego de Guevara, mort a Brussel·les el 1520, cavaller espanyol de la cort dels Habsburg (ell mateix va ser retratat per Michael Sittow, conservant-se aquesta obra a la National Gallery of Art de Londres). Aquest cavaller va viure quasi tota la seva vida a Holanda i probablement va conèixer la família Arnolfini als seus últims anys. Cap al 1516 va regalar el quadre a Margarida d'Àustria, governadora en aquella època dels Països Baixos.[15]

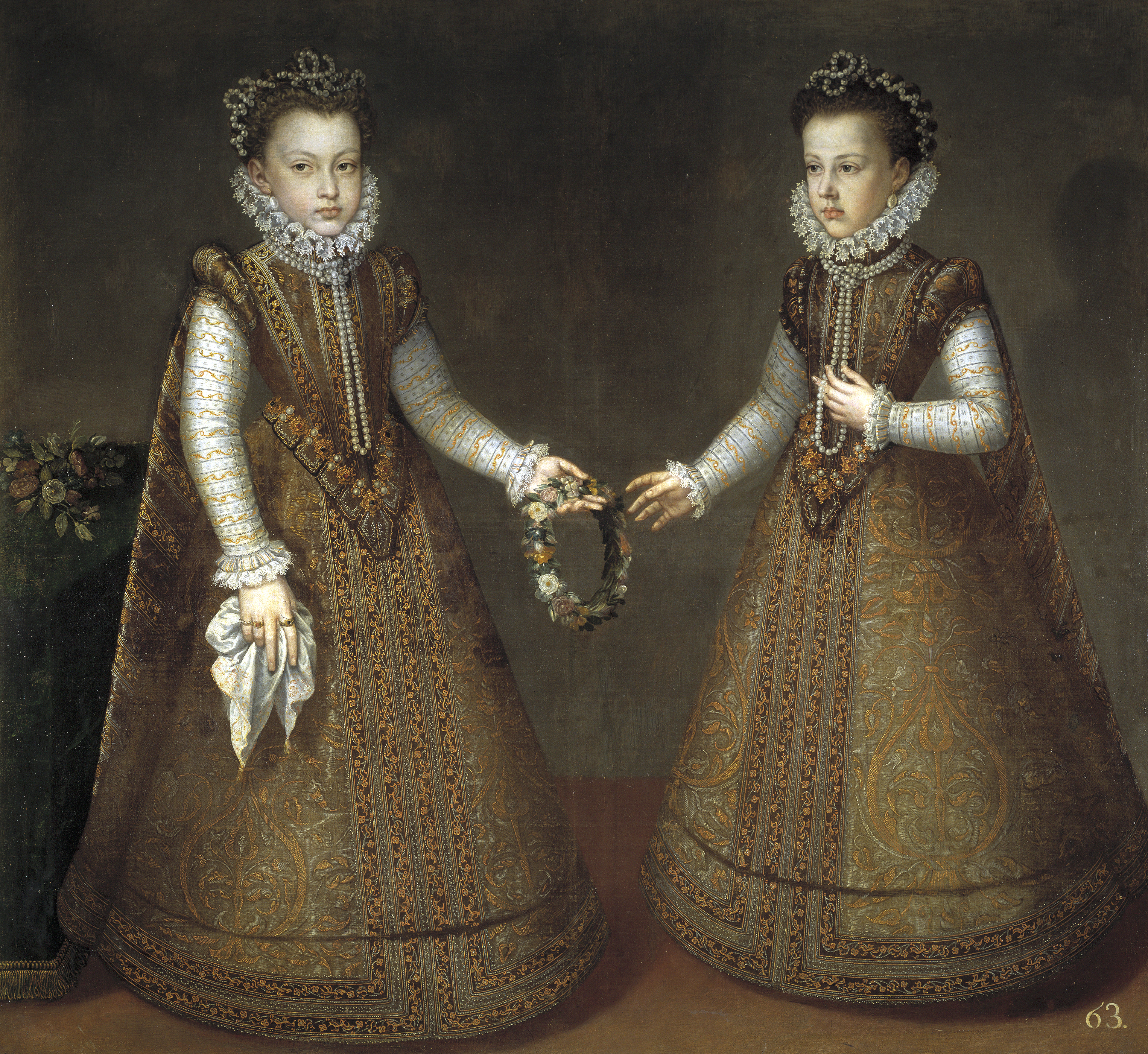
Les filles de Felip II i Isabel de Valois, les infantes Isabel Clara Eugènia d'Habsburg i Caterina Micaela d'Espanya retratades per Alonso Sánchez Coello (c.1571), pintura inspirada a El matrimoni Arnolfini.

- 1516: El retrat figura entre les possessions de Margarida d'Àustria, en realitzar un inventari de les seves obres d'art durant la seva estada a Malines. El document es va escriure en francès i descriu «una gran pintura anomenada Hernoul le Fin amb la seva esposa en una cambra, que va ser lliurada a sa altesa per Don Diego, l'emblema del qual és a la coberta de la citada pintura; realitzada pel pintor Johannes». Una nota al marge afegeix «És necessari col·locar un parell de porticons per poder tancar-la, els quals la seva altesa ja ha manat fer».
- 1523-1524: En un altre inventari conservat a Malines apareix una descripció similar, tot i que el nom dels retratats que hi figura és Arnoult Fin.
- 1558: El 1530 Margarida d'Àustria havia deixat en herència l'obra a la seva neboda, Maria d'Hongria, que el 1556 va anar a viure a Espanya. Novament el retrat és inconfusiblement descrit a l'inventari que es va fer en morir la germana de l'emperador el 1558, quan aquest passa a la col·lecció de Felip II. El rei espanyol va encarregar diversos retrats de les seves filles, els posats de les quals estan clarament inspirades a les dels Arnolfini, els quals es conserven al Museu del Prado.[16]
- 1599: Un diplomàtic alemany assegura haver vist el quadre penjat a les parets del Reial Alcázar de Madrid. Segons el seu relat, al marc s'hi havien pintat uns versos de l'Ars Amatoria d'Ovidi: «Mira el que promets: quin sacrifici hi ha en les teves promeses? Fent promeses qualsevol pot ésser ric».[17]
- 1656: És quasi segur que Velázquez va conèixer profundament el quadre i es va inspirar en ell, en usar el mirall com a recurs pictòric en algunes de les seves creacions, per exemple a Las Meninas o la Venus del mirall.[9]
- 1700: Un altre inventari, aquest realitzat després de la mort de Carles II, confirma que el quadre continuava a l'Alcázar amb els seus porticons i els versos d'Ovidi.
- 1794: Després de l'incendi que va destruir l'antic Alcázar, es documenta al nou Palau Reial de Madrid.[18]
- 1816: Sobtadament l'obra apareix a Londres com a propietat del coronel escocès James Hay, que suposadament havia lluitat a Espanya. Aquest soldat al·legava que, després d'haver estat greument ferit en la batalla de Waterloo, havia vist la pintura a l'habitació on havia estat convalescent a Brussel·les l'any anterior. L'obra li va agradar tant que va persuadir al seu propietari perquè li vengués. Aquest relat és de dubtosa veracitat. El més probable és que el coronel participés en la batalla de Vitòria (1813) en la que les tropes franceses que escortaven a Josep I Bonaparte en la seva fugida van ser derrotades per un exèrcit multinacional de britànics, espanyols i portuguesos, comandats pel Duc de Wellington. Després de la topada els britànics van confiscar un carregament d'obres d'art que els francesos havien desvalisat de la col·lecció reial espanyola. Uns 90 quadres, però no aquest, van passar a les mans de Wellington i són a la seva casa de Londres, Apsley House. El cas és que el coronel Hay, va oferir com a obsequi la pintura al príncep regent, Jordi IV, pel que es va servir de la mediació de Sir Thomas Lawrence. El príncep va tenir l'obra dos anys, a Carlton House, abans de tornar-la el 1818.
- Aproximadament el 1828, el coronel Hay deixa l'obra en dipòsit a un amic. No es té cap notícia sobre l'obra durant els tretze anys posteriors.
- 1841: Torna a haver-hi notícies públiques sobre el quadre.
- 1842: El retrat és adquirit per la National Gallery de Londres, per un valor de 730 lliures esterlines i és inventariat amb el número 186.[19]

Actualment continua exposada en aquest museu, però n'han desaparegut tant els porticons laterals com el marc amb els versos d'Ovidi.